# Rugby Club Sitges

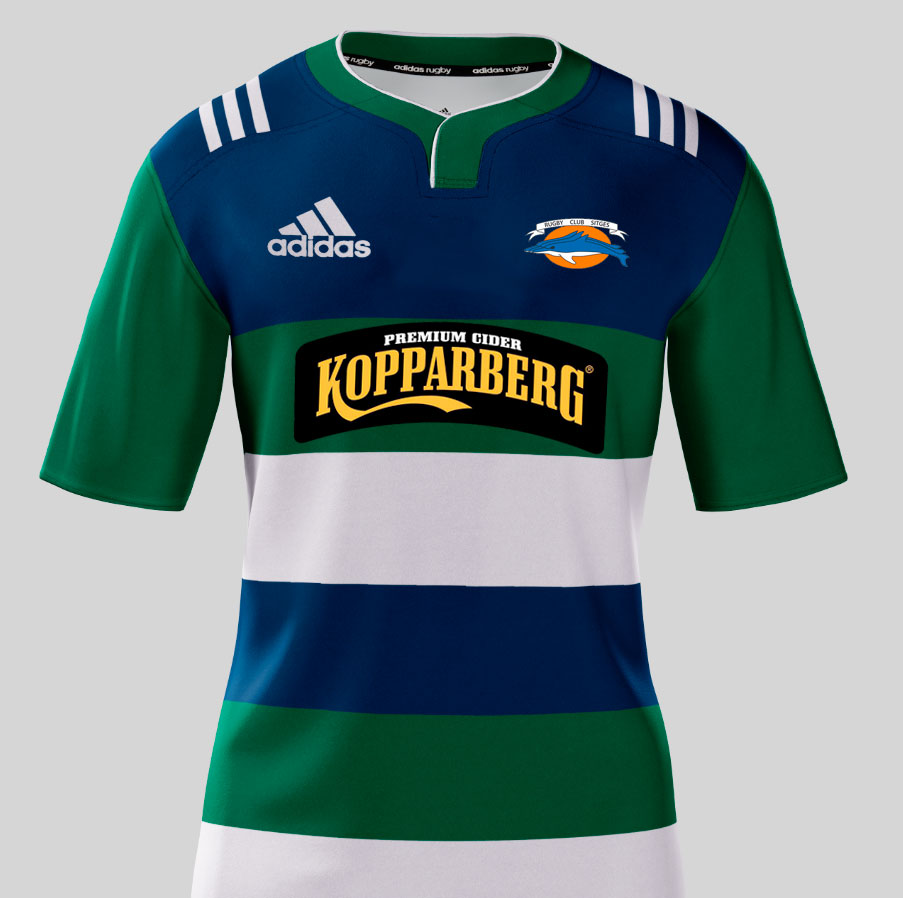
Samarreta del Primer Equip del Rugbi Club Sitges (Blau i Verd, al·legoria del mar i muntanya que ens envolta)

El Rugbi Club Sitges és una entitat esportiva de La Vila de Sitges, Barcelona, dedicada a la pràctica de Rugbi des de 1987. Els seus colors són el blau i el verd, al·legoria dels colors del mar i de la muntanya que ens flanquegen. En l'actualitat, participa en la competició de Lliga Nacional Espanyola de Rugbi de Primera Divisió i en les Competicions de Lliga Catalana de Rugbi en les categories, sènior, femení, juvenil, cadet i infantil. L'Escola del Rugbi Club Sitges, amb les seccions, mini, prebenjamí, benjamí i aleví, és un dels principals motors de l'activitat esportiva del club amb un creixement exponencial des de la seva creació en 1997. El Rugbi Club Sitges explica també amb una activa secció de Veterans i des de 1995 organitza anualment el torneig Seven Playa de Sitges.

## Orígens
La història del Rugby Club Sitges començà al novembre de 1987 quan dos amics i exjugadors, Francesc Jiménez (C.N. Poble Nou) i Fran López (R.C.D. Espanyol), funden el club a la Vila Sitges. Als seus inicis, es va formar un equip sènior que es va anant consolidant amb l'integració de joves novells i inexperts amb un grup de jugadors veterans que residien a Sitges. Els primers entrenaments es realitzen a la platja, al desembre de 1987.
El 13 de gener de 2002 es va inaugurar el Camp de Rugby de Santa Bàrbara on, després de 14 anys de història, per fi el Rugby Club Sitges disputà el seu primer partit oficial com local a Sitges. Curiosament, en aquell partit novament es van enfrontar els equips sènior del Rugby Club Sitges i el C. N. Montjuïc. L'equip sènior masculí va aconseguir el títol de campió de la Divisió d'Honor Catalana de rugbi en 2021, ascendint a Divisió d'Honor B de Rugbi, on va romandre fins al seu descens en 2023.